# 牧神の午後への前奏曲
『牧神の午後への前奏曲』（ぼくしんのごごへのぜんそうきょく、仏: Prélude à "L'après-midi d'un faune"）は、フランスの作曲家クロード・ドビュッシーが1892年から1894年にかけて作曲した管弦楽作品であり、彼の出世作である。演奏時間は約10分。

## 概要
この曲はドビュッシーが敬慕していた詩人マラルメの『牧神の午後』（半獣神の午後）に感銘を受けて書かれた作品である。「夏の昼下がり、好色な牧神が昼寝のまどろみの中で官能的な夢想に耽る」という内容で、牧神の象徴である「パンの笛」をイメージする楽器としてフルートが重要な役割を担っている。牧神を示す主題はフルートソロの嬰ハ（Cis＝C#）音から開始されるが、これは楽器の構造上非常に響きが悪いとされる音であり、なおかつ音域は華やかでない中音域である。
しかし、ドビュッシーはこの欠点を逆手にとり、けだるい、ぼんやりとした独特な曲想を作り出すことに成功している。フランスの作曲家・指揮者ブーレーズは「『牧神』のフルートあるいは『雲』のイングリッシュホルン以後、音楽は今までとは違ったやり方で息づく」と述べており、近代の作品で非常に重要な位置を占めるとされる。曲の終盤ではアンティークシンバルが効果的に使用されている。
この後、ドビュッシーは、歌曲集『ビリティスの3つの歌』（1898年）、無伴奏フルートのための『シランクス』（1913年）、ピアノ連弾曲『6つの古代碑銘』（1914年）などの作品で牧神をテーマにしている。
ポール・デュカスは、ドビュッシーの死後に追悼のために作曲したピアノ曲『牧神の遥かな嘆き』（1920年）において、本曲の冒頭を引用している。

## 初演
初演は1894年12月22日、パリの国民音楽協会においてギュスターヴ・ドレ指揮により行われた。革新的な語法を持ちながらも穏やかな性格を持つこの曲は、初演から好評で迎えられ、国民音楽協会の規則で禁止されていた2度のアンコールに応えたという。
日本初演はドビュッシーの没後2年が過ぎた1920年の12月28日に、帝国劇場にて山田耕筰指揮、日本楽劇協会によって行われた。この時にカンタータ『放蕩息子』も同時に初演された。

## 編成
- フルート 3
- オーボエ 2
- コーラングレ
- クラリネット(A) 2
- ファゴット 2
- ホルン(F) 4
- アンティークシンバル(E と H)
- ハープ 2
- 弦楽
  - ヴァイオリン
  - ヴィオラ
  - チェロ
  - コントラバス

## バレエ化

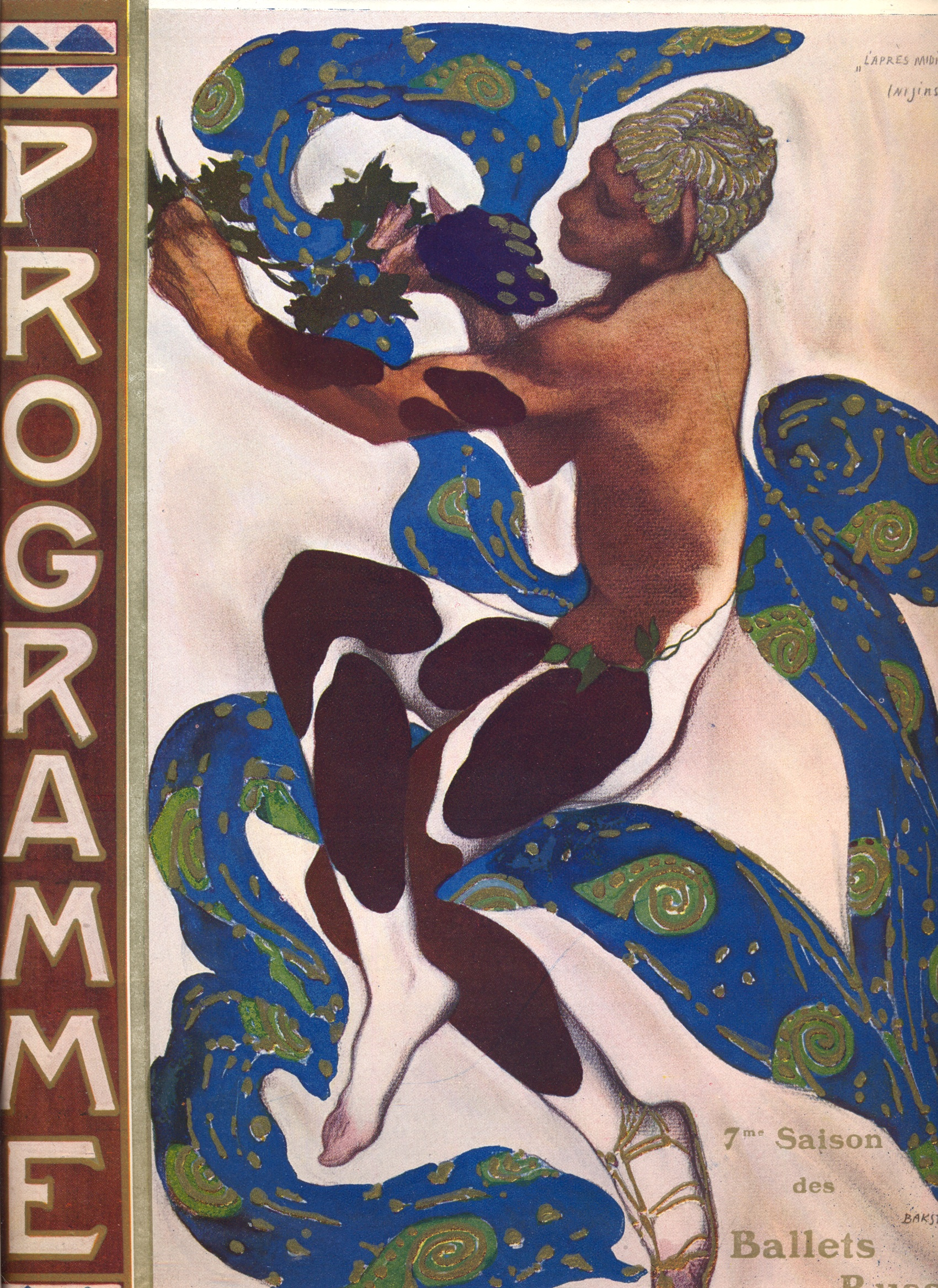
バレエ『牧神の午後』を演じるニジンスキーの衣装

ヴァーツラフ・ニジンスキーの振り付けでバレエ・リュスにより1912年にバレエ振り付けを伴って 『牧神の午後』（L'après-midi d'un faune） の題名で上演。この時、曲の終盤でニジンスキー自身が自慰行為を露骨に再現した振り付けを行いスキャンダルとなる。このバレエ初演の振り付けはのちに復活上演されており、映像LDも商業流通している。

## 管弦楽以外の編曲
- 作曲者による2台ピアノ用編曲（1895年出版）、モーリス・ラヴェルによる連弾用編曲（1910年出版）がある。また、イギリス出身のピアニスト、レナード・ボーウィック（英語版）によるピアノ独奏用編曲（1914年出版）も知られる。
- アルノルト・シェーンベルクが自身の主催した「私的演奏協会」の予約制室内楽演奏会で演奏するために10人編成に編曲した。
- 冨田勲がアルバム『火の鳥』にシンセサイザーで多重録音した演奏を収めている。
- ギュスターヴ・サマズイユによるフルートとピアノ用の編曲（1925年出版）もある。